# گنجه‌لی، خاچماز
گنجه‌لی (به لاتین: Gəncəli) یک منطقه مسکونی در جمهوری آذربایجان است که در شهرستان خاچماز واقع شده است.